# Nancy Coover Andreasen
Nancy Coover Andreasen, née le 11 novembre 1938 à Lincoln, Nebraska, est un médecin et une neuroscientifique américaine. 

## Biographie
Elle obtient son diplôme de littérature et d'anglais à l'université du Nebraska. Elle bénéficie d'une bourse d'études pour poursuivre ses études à Harvard et à Oxford, où elle obtient son doctorat de littérature anglaise. Elle enseigne la littérature de la Renaissance au département d'anglais de l'université de l'Iowa pendant 5 ans. Elle est spécialiste du poète anglais John Donne.
Elle entreprend ensuite des études de médecine, à la faculté de médecine de l'université de l'Iowa où elle obtient son diplôme en 1970 puis elle fait son internat en psychiatrie en 1973.
En 1974, elle mène une recherche empirique sur le lien entre la créativité et de la psychose maniaco-dépressive,.
Nancy Andreasen est une pionnière de l'utilisation de la neuro-imagerie dans les maladies mentales graves, et a publié la première étude quantitative de l'imagerie par résonance magnétique appliquée aux anomalies observables dans la schizophrénie. Elle a dirigé le centre de recherche clinique de santé mentale de l'Iowa et le consortium de neuro-imagerie de cet État.
Elle est rédactrice en chef de l'American Journal of Psychiatry pendant 13 ans, jusqu'en 2006.

## Publications
- Understanding mental illness: A layman's guide
- John Donne: Conservative Revolutionary, 1967
- Introductory Textbook of Psychiatry, avec Donald W. Black
- Schizophrenia: From Mind to Molecule, American Psychopathological Association
- Brain Imaging: Applications in Psychiatry

## Distinctions
- 2000 : National Medal of Science, décernée par le président Clinton
- Membre de l'Académie américaine des arts et des sciences